# Gefecht bei Rotmonten
Vögelinsegg – Rotmonten – Stoss – Bregenz – Herisau
Das Gefecht bei Rotmonten war eine bewaffnete Auseinandersetzung zwischen der Stadt St. Gallen und Habsburg während der Appenzellerkriege. Es erfolgte am 16. und 17. Juni 1405 im Quartier Rotmonten der heutigen Stadt St. Gallen im Kanton St. Gallen.

## Vorgeschichte
Im Jahr 1401 verbündete sich die Stadt. St. Gallen mit Appenzell gegen den Fürstabt von St. Gallen, Kuno von Stoffeln, der dagegen mit Österreich ein Bündnis schloss. 1402 hatte die Stadt St. Gallen unter dem Druck der mit ihr verbündeten süddeutschen Städte ihre Verbindung mit Appenzell durch einen Schiedsspruch dieses Schwäbischen Städtebundes jedoch wieder aufgeben müssen und musste 1403 gegen Appenzell in der Schlacht bei Vögelinsegg mit dem Fürstabt sogar zu Felde ziehen. Nach der für die Appenzeller jedoch günstig verlaufenen Schlacht besann sich die Stadt wieder auf ihre alte Kampfgemeinschaft mit den Appenzellern.
Im Winter 1404/1405 verbesserten sie ihre Wehrfähigkeit, postierten Wachen und entsandten Kundschafter in die umliegenden Städte. Im Gebiet Bruggbach-Kappelhof in Kronbühl (Wittenbach) richteten sie eine Letzi auf.
Am 8. Juni 1405 erfuhren die St. Galler Bürger, dass Österreich einen Hauptstoss auf ihre Stadt sowie Appenzell plante, nachdem sie sich offen auf die Seite der Appenzeller gestellt hatten. Herzog Friedrich (1382–1439) beabsichtigte zum einen, eine zweite Front gegen die Appenzeller zu schaffen, zum anderen den Städtern für ihre offen gegen das Kloster gerichtete Haltung eine Lektion zu erteilen.

## Verlauf
Von Arbon aus rückte das österreichische Heer am 16. Juni aus und teilte sich in zwei Abteilungen, wovon eine gegen Altstätten marschierte und die andere, von Herzog Friedrich mit der leeren Tasche persönlich befehligt, sich gegen die Stadt St. Gallen wandte. Der Herzog stellte sein Heer bei Kronbühl in Schlachtordnung auf. Gemäss Überlieferung liessen sie die Vorhut unbehelligt durch die Letzi, durch den Bruggwald auf den Rosenberg ziehen, wobei diese die umliegende Häuser in Brand steckte. Dann griffen sie im Gebiet Hauptlisberg (wahrscheinlich heute Rosenberg) an und erschlugen im ersten Gefecht 15 Gegner. Die St. Galler zogen sich darauf vorsichtig zurück, zu der angebotenen Schlacht kam es nicht.
Am Morgen des 17. Juni, dem Tag des Sieges der Appenzeller gegen die zweite österreichische Abteilung in der Schlacht am Stoss, zog sich die Streitmacht vor St. Gallen zurück, da der junge Herzog Friedrich wohl eingesehen hatte, dass er vor der befestigten Stadt nur Zeit verlor und sich besser gegen das von den Appenzellern bedrohte Rheintal wandte. Nach der Nachricht der Niederlage des zweiten Heeres trat er den Rückzug jedoch auf der Alten Konstanzerstrasse an den Bodensee an. Dies nutzten die St. Galler für einen Ausfall und griffen zuerst wieder bei Rotmonten, dann im weiteren Vormarsch an der Letzi im Bruggwald an, wobei im gesamten 36 Österreicher fielen. Der Herzog liess darauf wieder in Schlachtordnung aufstellen, worauf die St. Galler wieder abwarteten um sie dann wieder weiter zu verfolgen. Dabei erbeuteten sie das Banner der Stadt Schaffhausen.
Die Vermutung liegt nahe, dass die Taktik der St. Galler wohl war, die gegnerischen Kräfte vor der Stadt zu binden, worin sie sich auch leicht selbst zurückziehen konnten, womöglich auch um den Appenzellern den Sieg am Stoss zu erleichtern. Es handelte sich also nicht um eine offene Schlacht, sondern eher um kleinere Gefechte und Scharmützeln.

## Folgen
Am 15. September 1405 schloss die Stadt St. Gallen dem Bund ob dem See an, am 6. Juli 1406 folgte ein Waffenstillstand mit Herzog Friedrich von Österreich. Die Appenzeller führten den Krieg bis zu deren Niederlage bei Bregenz 1408 weiter, wobei der Krieg ein vorläufiges Ende fand. Der Konflikt flammte jedoch 1428 nochmals auf.

## Verluste
In den Gefechten fielen im Gesamten 51 Österreicher, darunter Adlige wie die Herren von Klingenberg, von Randegg, von Landenberg, von Thierstein und von Hallwyl. Bei den Verlusten der St. Galler sind Johann Brunner sowie Hans Bächiner erwähnt.
Im Herbst 1913 wurde beim Bau eines Altersheimes beim Kappelhof ein Massengrab mit zunächst sechs, dann bei weiteren Ausgrabungen etwa 20 männliche Skelette entdeckt, bei denen es sich höchstwahrscheinlich um in diesen Gefechten Gefallene handelt.